# Descarrilamento
Descarrilamento é um acidente ferroviário no qual o trem/comboio sai dos trilhos, ou quando bate em outro trem que está na mesma linha. Mas também pode ser sair de um trilho e entrar em outro que não é o desejado.

## Galeria
Estas são imagens de descarrilamentos.

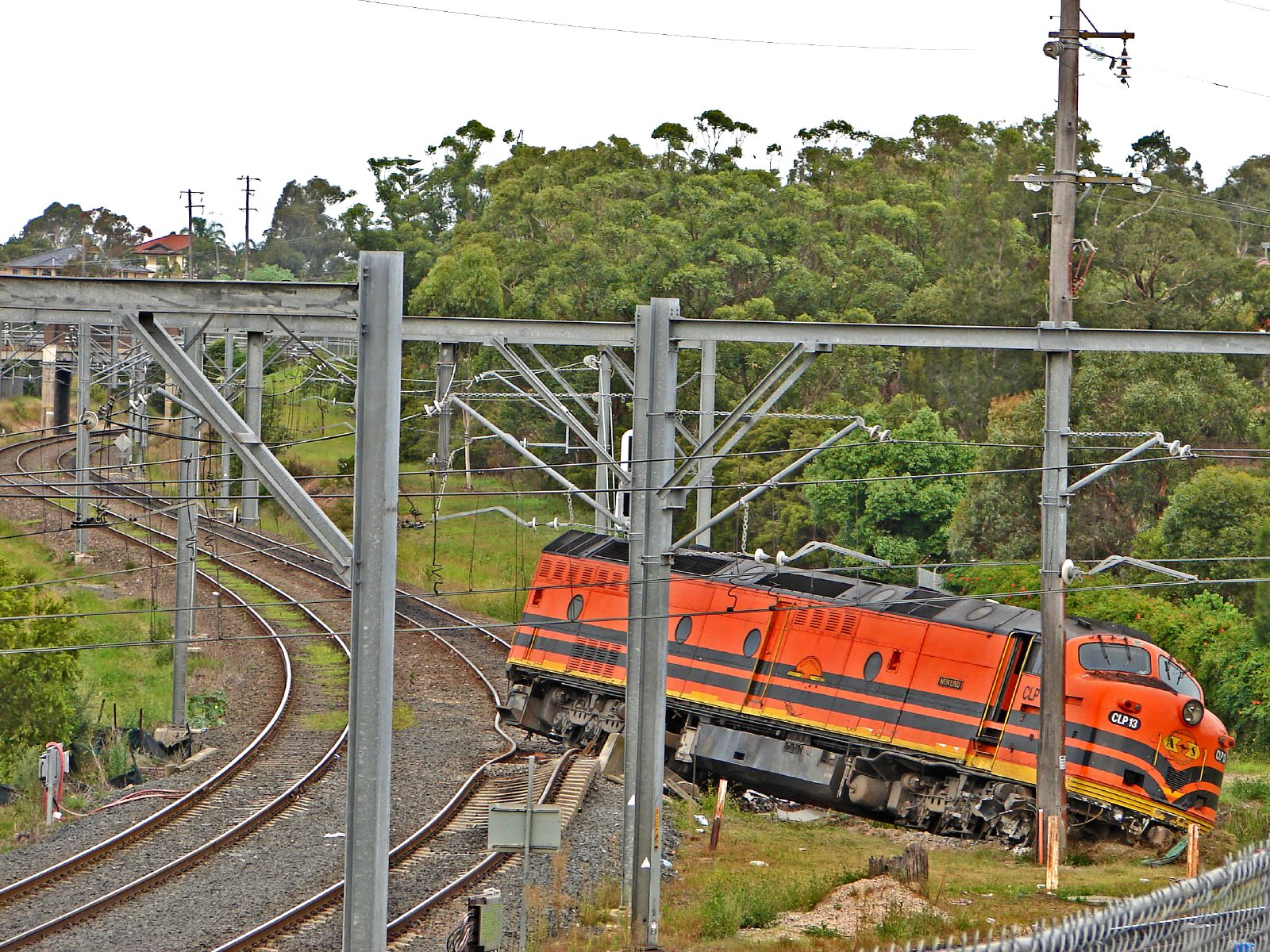
Locomotiva descarrilada na Austrália em 2007
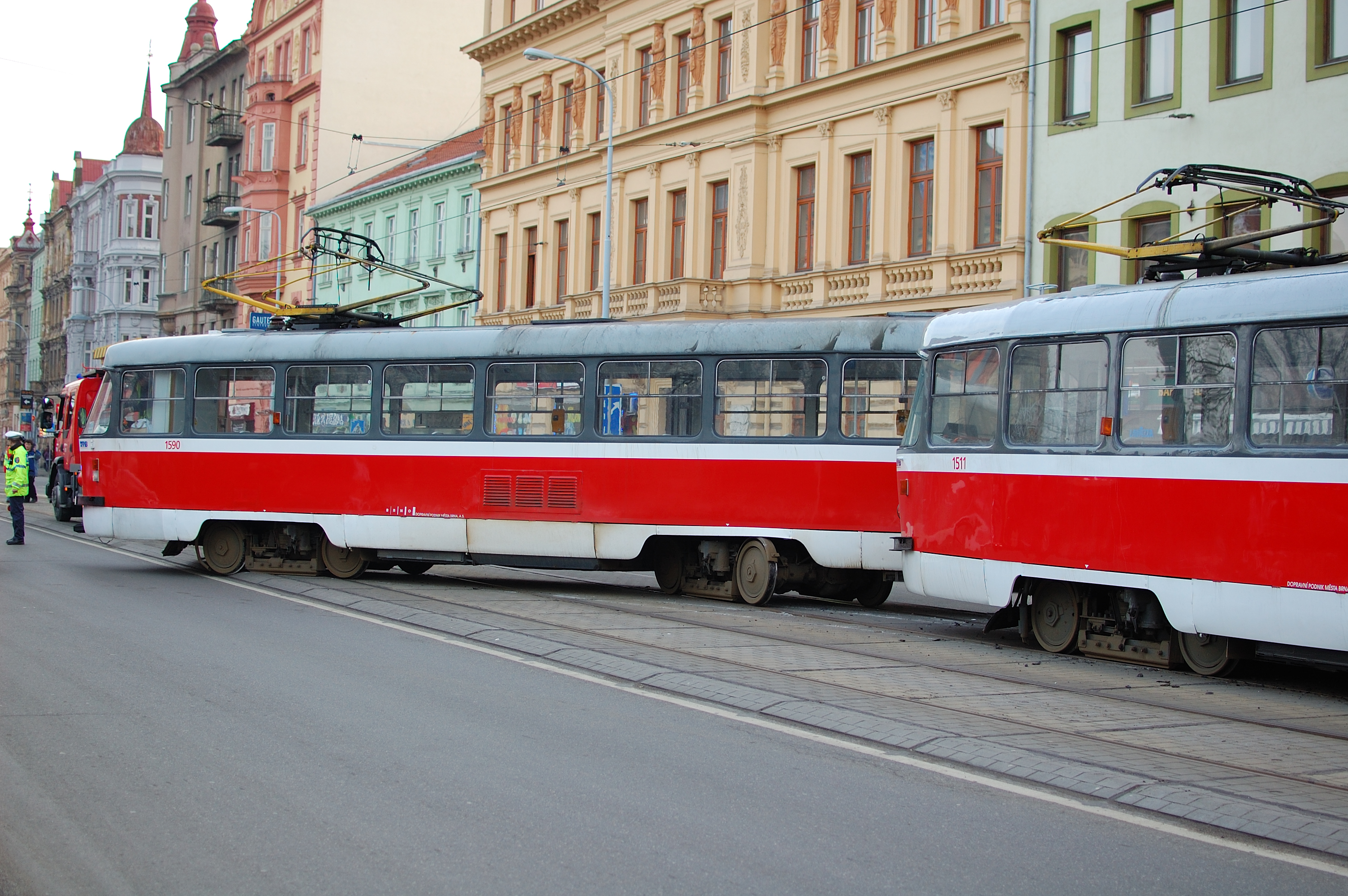
Trata T3 que descarrilou em Brno, República Checa.
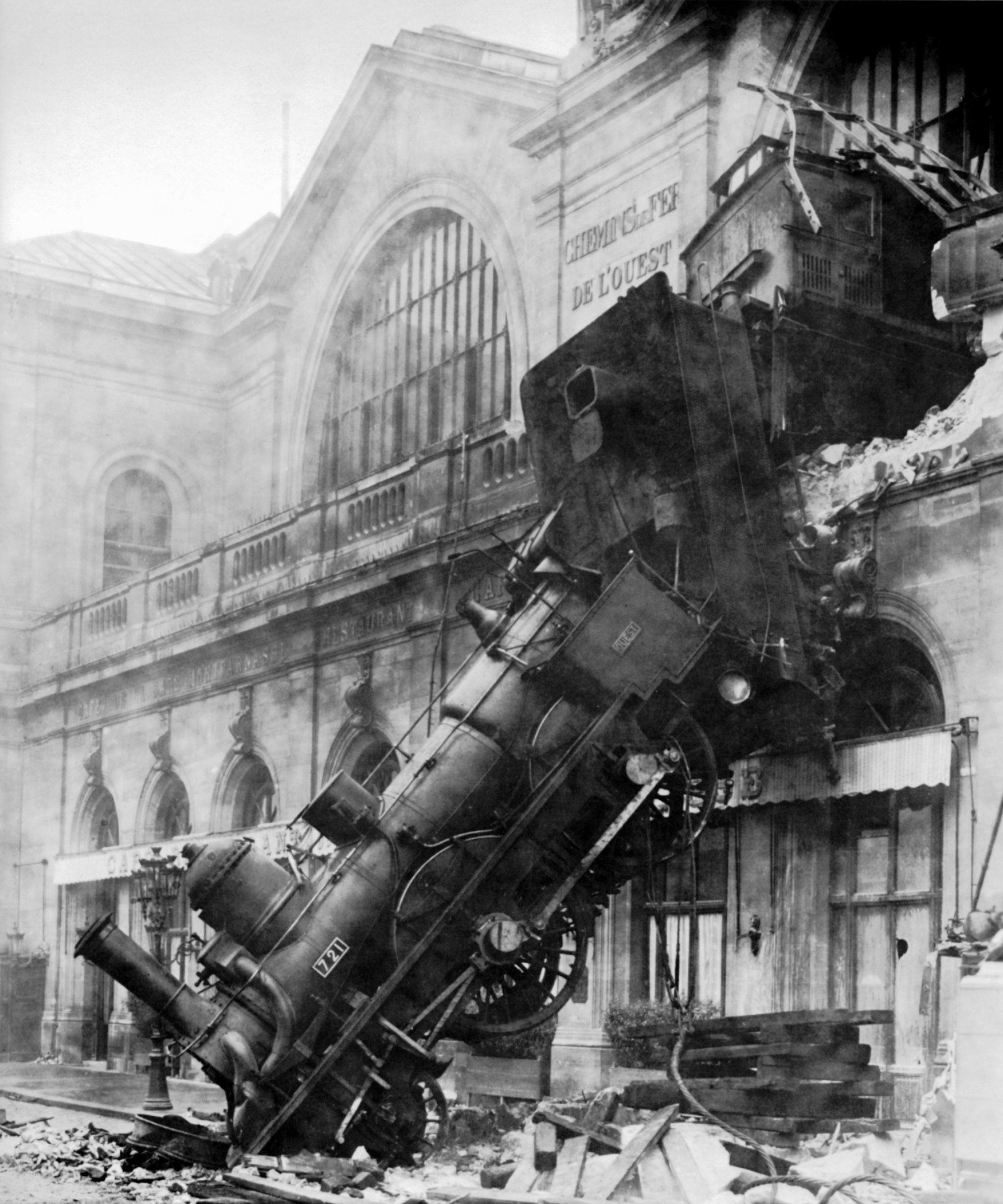
Descarrilamento do Expresso Paris-Granville em 22 de outubro de 1895, neste caso o trem saiu dos trilhos e atravessou várias paredes e salões da Gare Montparnasse, somente 1 pessoa morreu nesse acidente, e 130 sobreviveram.
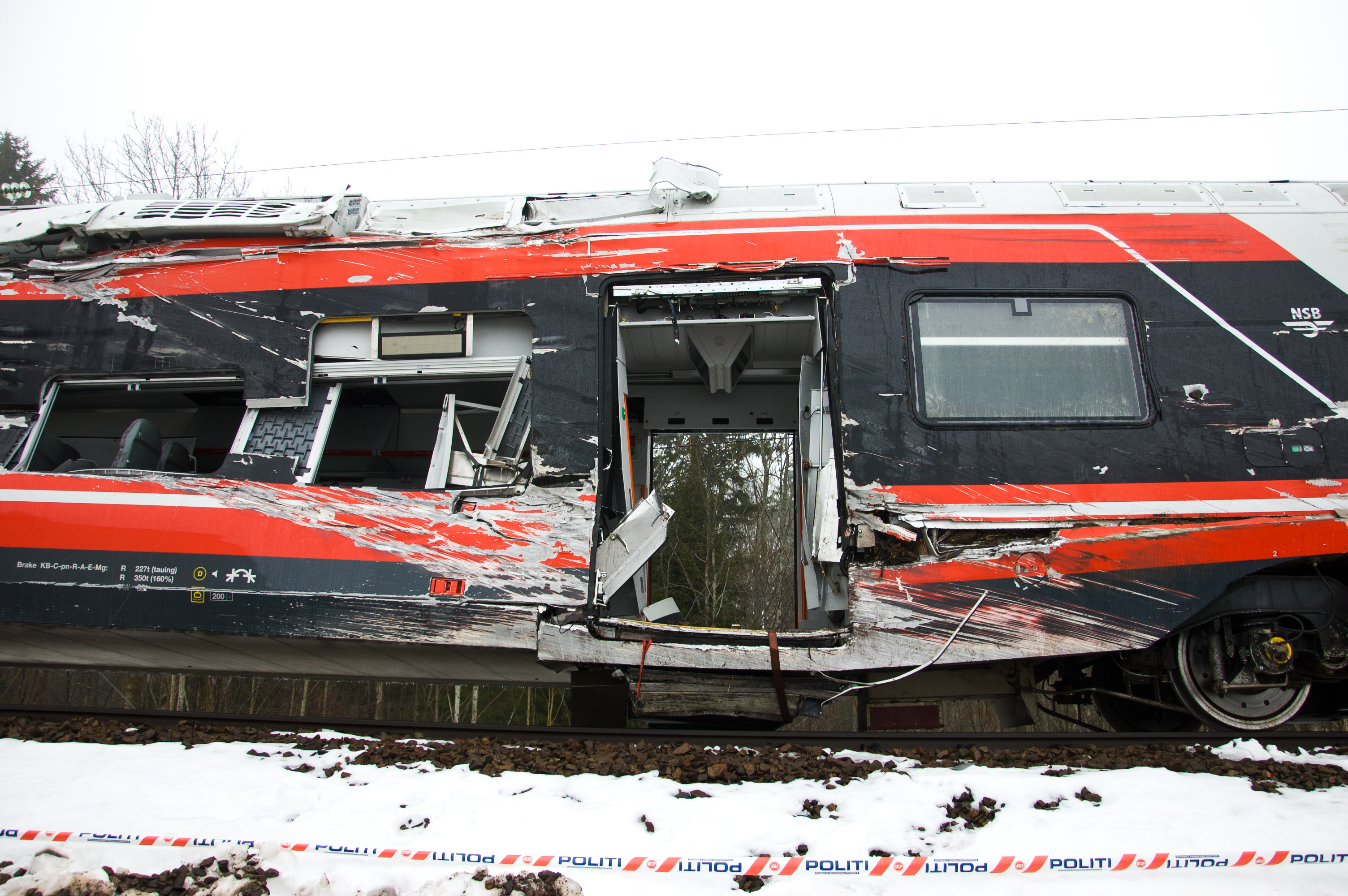
Este é um metrô que ficou totalmente destruído após um descarrilamento.
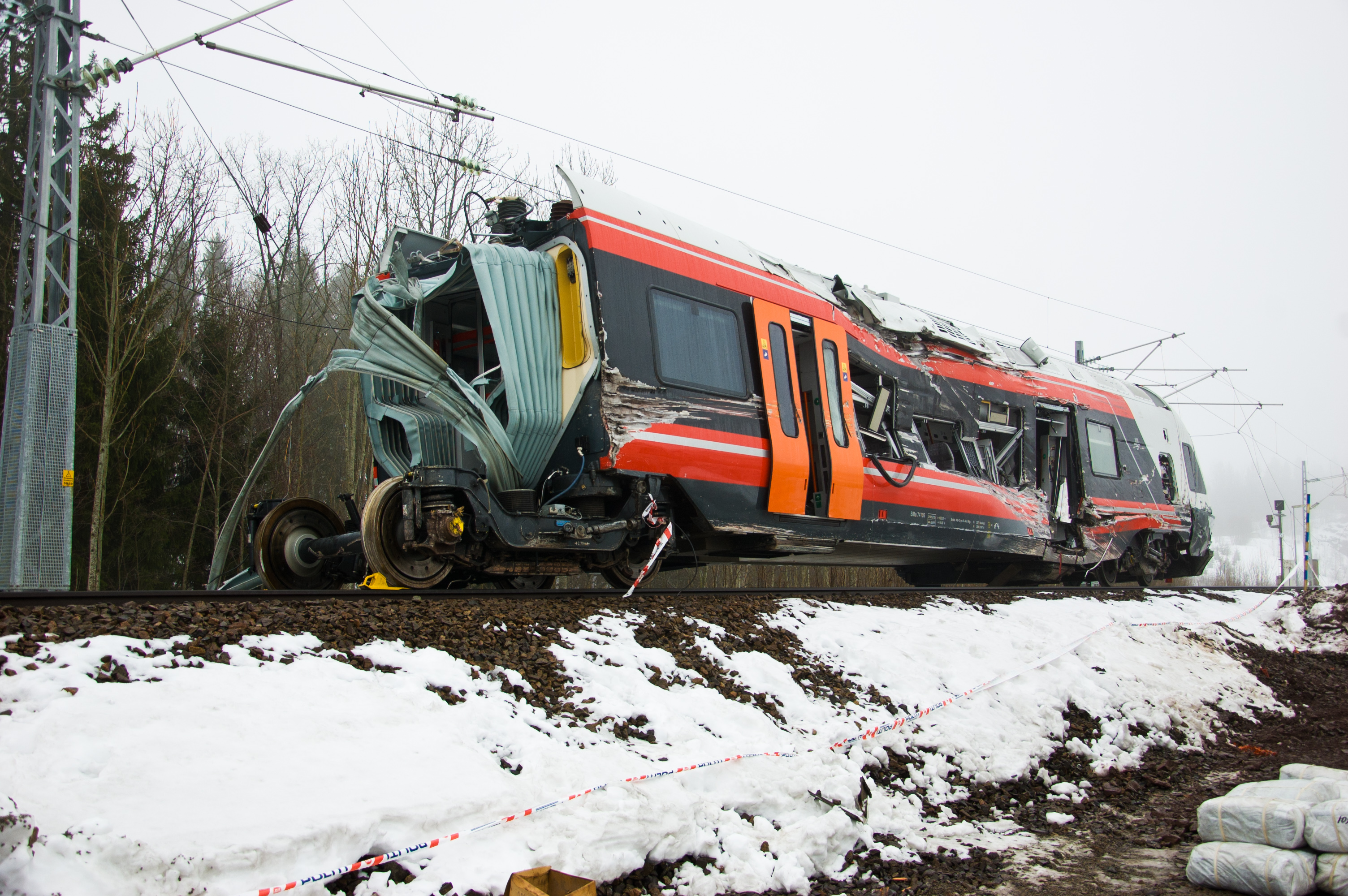
Esta é uma imagem do metrô ao lado esquerdo de um outro ângulo.

## Trilhos desalinhados
Vários tipos diferentes de faixas de linhas simples desalinhadas podem causar ou contribuir para um descarrilamento:
- Bitola larga
- Flambagem
- Geometria da via incorreta
- Efeitos dinâmicos
- Perfil de problemas ferroviários
- Rotação ferroviária

## Sabotagem
Descarrilamentos também foram causados por meios deliberados, geralmente em tempo de guerra ou por bandidos.
Durante a II Guerra Mundial, a Resistência francesa fez várias tentativas de sabotagem contra suprimentos nazistas sendo transportados por via férrea.
O acidente de trem Jaunpur 2002 e Rafiganj desastre de trem na Índia eram suspeitos de ser o trabalho de militantes.